# Curta TV
Curta TV foi um programa da TV Brasil que exibia curta-metragens brasileiros.

## Histórico
O programa estreou em 4 de setembro de 2011, sendo uma produção da TV Brasil com a Associação Revista do Cinema Brasileiro. A primeira temporada estreou com 26 episódios. O programa foi renovado para uma segunda temporada em 30 de outubro de 2012. As chamadas dos programas eram feitas pelo canal do YouTube da TV Brasil.

## Composição
O Curta TV tinha direção geral de Marco Altberg, com direção de Sérgio Rossini. A apresentação era de Renata Boldrini. Ele era exibido aos domingos, às 22h30.
Os quadros eram os seguintes:
- Peça o Curta: uma celebridade ou profissional do cinema escolhe um filme para ser exibido
- Curtas na Internet: exibirá filmes achados na rede e realizados por diretores renomados ou anônimos
- Curtindo o curta: matérias com grandes nomes do cinema brasileiro e mundial que começaram dirigindo curtas e ainda se aventuras com este formato
- Meu primeiro curta: diretores consagrados falam sobre seu primeiro filme
- Curtas e Boas: notícias do mundo do curta - palestras, festivais, inscrições, editais, agenda, premiações
- Making of: Bastidores de filmagens
- No amor: histórias de filmes feitos sem remuneração e com poucos recursos
- Curta o Brasil: quadro no formato de série onde o espectador poderá viajar pelos diferentes estados brasileiros para descobrir as peculiaridades sobre a realização local de curta metragem. Em cada edição uma mesma pergunta é respondida e ilustrada em diferentes estados.[3]